# Mike Niles
Michael Donnell "Mike" Niles (Los Ángeles, California, 31 de marzo de 1955) es un exjugador de baloncesto estadounidense que jugó una temporada en la NBA. Con 1,98 metros de estatura, jugaba en la posición de ala-pívot.

## Trayectoria deportiva

### Universidad
Jugó durante tres temporadas con los Universidad de Cal State Fullerton de la Universidad Estatal de California en Fullerton, en las que promedió 12,4 puntos y 6,1 rebotes por partido.

### Profesional
Fue elegido en la octogésimo tercera posición del Draft de la NBA de 1979 por Philadelphia 76ers, pero fue descartado, fichando al año siguiente como agente libre por Phoenix Suns, con los que disputó una temporada en la que promedió 2,6 puntos y 1,3 rebotes por partido.

## Estadísticas de su carrera en la NBA

### Temporada regular
| Temporada | Edad | Equipo       | Liga | P  | TIT | MIN | TC  | TCA | %TC  | 3P  | 3PA | %3P  | TL  | TLA | %TL  | R.OF. | R.DEF. | REB | ASIS | ROB | TAP | PER | FP  | PTS |
| 1980-81   | 25   | Phoenix Suns | NBA  | 44 |     | 5.3 | 1.1 | 3.1 | .348 | 0.0 | 0.1 | .500 | 0.4 | 0.8 | .459 | 0.6   | 0.7    | 1.3 | 0.3  | 0.2 | 0.0 | 0.6 | 0.9 | 2.6 |
| Total     |      |              | NBA  | 44 |     | 5.3 | 1.1 | 3.1 | .348 | 0.0 | 0.1 | .500 | 0.4 | 0.8 | .459 | 0.6   | 0.7    | 1.3 | 0.3  | 0.2 | 0.0 | 0.6 | 0.9 | 2.6 |

### Playoffs
| Temporada | Edad | Equipo       | Liga | P | TIT | MIN | TC  | TCA | %TC  | 3P  | 3PA | %3P | TL  | TLA | %TL | R.OF. | R.DEF. | REB | ASIS | ROB | TAP | PER | FP  | PTS |
| 1980-81   | 25   | Phoenix Suns | NBA  | 2 |     | 2.0 | 0.0 | 2.5 | .000 | 0.0 | 0.0 |     | 0.0 | 0.0 |     | 0.0   | 0.0    | 0.0 | 0.0  | 0.5 | 0.0 | 0.0 | 0.0 | 0.0 |
| Total     |      |              | NBA  | 2 |     | 2.0 | 0.0 | 2.5 | .000 | 0.0 | 0.0 |     | 0.0 | 0.0 |     | 0.0   | 0.0    | 0.0 | 0.0  | 0.5 | 0.0 | 0.0 | 0.0 | 0.0 |

## Condenado por asesinato
Niles fue encontrado culpable en 1989 del asesinato de su mujer, siendo condenado a la pena de muerte, ratificada en 1996.